# Guam aux Jeux olympiques d'été de 2020
Guam participe aux Jeux olympiques d'été de 2020 à Tokyo. Il s'agit de leur 9e participation aux Jeux d'été, auxquels ils n'ont jusqu'ici remporté aucune médaille.

## Athlètes engagés
| Sport      | Hommes | Femmes | Total |
| ---------- | ------ | ------ | ----- |
| Athlétisme | 0      | 1      | 1     |
| Judo       | 1      | 0      | 1     |
| Lutte      | 0      | 1      | 1     |
| Natation   | 1      | 1      | 2     |
| Total      | 2      | 3      | 5     |

### Athlétisme
Guam bénéficie d'une place attribuée au nom de l'universalité des Jeux. Regine Tugade-Watson dispute le 100 mètres féminin.
| Athlète       | Épreuve       | Tour préliminaire | Tour préliminaire | 1er tour | 1er tour | Demi-finale | Demi-finale | Finale   | Finale   |
| Athlète       | Épreuve       | Temps             | Rang              | Temps    | Rang     | Temps       | Rang        | Temps    | Rang     |
| ------------- | ------------- | ----------------- | ----------------- | -------- | -------- | ----------- | ----------- | -------- | -------- |
| Regine Tugade | 100 m féminin | 12 s 17           | 4e                | Éliminée | Éliminée | Éliminée    | Éliminée    | Éliminée | Éliminée |

### Judo
La Fédération ne distribue pas de ticket de qualifications aux championnats continentaux ou mondiaux mais c'est le classement établi au 21 juin qui permettra de sélectionner les athlètes (18 premiers automatiquement, le reste en fonction des quotas de nationalité).
Chez les hommes, Joshter Andrew (-81 kg), classé 119e, est repêché via l'attribution du quota continental océanien.
| Athlète        | Compétition           | Tour préliminaire     | 1er tour            | 2e tour             | Quart de finale     | Demi-finale         | Repêchage           | Finale / MB         | Rang    |
| Athlète        | Compétition           | Adversaire Résultat   | Adversaire Résultat | Adversaire Résultat | Adversaire Résultat | Adversaire Résultat | Adversaire Résultat | Adversaire Résultat | Rang    |
| -------------- | --------------------- | --------------------- | ------------------- | ------------------- | ------------------- | ------------------- | ------------------- | ------------------- | ------- |
| Joshter Andrew | Moins de 81 kg hommes | Murodov Défaite 00-11 | Éliminé             | Éliminé             | Éliminé             | Éliminé             | Éliminé             | Éliminé             | Éliminé |

### Lutte
En avril 2021, Rckaela Aquino obtient sa qualification pour les Jeux olympiques en terminant finaliste du tournoi de qualification Afrique/Océanie en Tunisie dans la catégorie des moins de 53 kg.
| Athlète        | Compétition  | Huitièmes de finale         | Quarts de finale    | Demi-finale         | Repêchage           | Finale 3e place Classement | Rang     |
| Athlète        | Compétition  | Adversaire Résultat         | Adversaire Résultat | Adversaire Résultat | Adversaire Résultat | Adversaire Résultat        | Rang     |
| -------------- | ------------ | --------------------------- | ------------------- | ------------------- | ------------------- | -------------------------- | -------- |
| Rckaela Aquino | 53 kg femmes | Bolortuyaa Défaite 0-4 (VT) | Éliminée            | Éliminée            | Éliminée            | Éliminée                   | Éliminée |

### Natation
Le comité bénéficie de place attribuée au nom de l'universalité des Jeux.
| Athlète         | Épreuve                   | Série     | Série | Demi-finale | Demi-finale | Finale   | Finale   |
| Athlète         | Épreuve                   | Temps     | Rang  | Temps       | Rang        | Temps    | Rang     |
| --------------- | ------------------------- | --------- | ----- | ----------- | ----------- | -------- | -------- |
| Jagger Stephens | 100 m nage libre masculin | 52 s 72   | 57e   | Éliminé     | Éliminé     | Éliminé  | Éliminé  |
| Mineri Gomez    | 100 m nage libre féminin  | 1 min 4 s | 51e   | Éliminée    | Éliminée    | Éliminée | Éliminée |